# Johnny Canuck
Johnny Canuck je kanadski stripovski superjunak i jedno od umjetničkih utjelovljenja Kanade i kanadske nacije. Nastao je 1869. godine te se redovito pojavljivao u političkim stripovima i na promidžbenim plakatima diljem Kanade. Ulogu nacionalnog junaka i stripovskog superjunaka dobiva u vrijeme Drugog svjetskog rata.
Kanadska hokejaška momčad Vancouver Canucks za maskotu ima lik Johhnya Canucka u odjeći drvosječe. Izraz Canuck koristi se u zemljama engleskog govornog područja kao oznaka Kanađana, a odgovara nadimcima Jenki za američkog sjevernjaka i Dixie za južnjaka. Jedna od vojnih operacija kanadskih i britanskih postrojba na talijanskom bojištu u Drugom svjetskom ratu zvala se Operacija Canuck.

## Strip
Johnny Cancuck po zanimanju je drvosječa i svojevrsno utjelovljenje prosječnog kandaskog radnika svoga vremena, koji je većinom bio drvosječa, lovac ili šumski radnik te je preživljavao zahvaljujući prirodnom šumskom bogatstvu svoje zemlje. U početku je bio prikazivan kao mlađi rođak američkog Ujaka Sama i britanskog Johna Bulla, često u različitim ulogama i odjeći: nekad je bio vojnik, nekad seljak, a nekad je prikazivao i francuske doseljenike u Quebecu.
U političkim novinskim stripovima i na plakatima pojavljivao se punih trideset godina, sve do početka 20. stoljeća. Nakon dužeg vremenskog razdoblja zanemarivanja, Canuckov lik pojavljuje se u prvom izdanju stripa Dime Comics izdanog u veljači 1942. godine, a za njegovo ponovno "oživljavanje" zaslužan je crtač stripova Leo Bachle. Tijekom Drugog svjetskog rata, zajedno s Kapetanom Amerikom, prikazivan je kao borac protiv nacizma, a u jednom je nastavku zatočio Adolfa Hitlera i gotovo ga ubio.
Završetkom Drugog svjetskog rata, ponovno pada u zaborav do 1975. godine, kada je na temelju njegovog lika stvoren Kapetan Canuck, kanadski stripovski superjunak s crveno-bijelim odijelom (nacionalnim bojama Kanade) i javorovim listom na njemu. Kanadska pošta izdala je 1995. godine seriju poštanskih maraka s motivima kanadskih superjunaka, a među njima pojavio se i Kapetan Canuck.